# Istmo de Kra

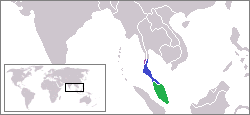
O Istmo de Kra, no sudeste asiático

O istmo de Kra é um istmo que liga a península da Malásia com o resto da Ásia continental. A parte oriental do istmo é território da Tailândia, e a ocidental pertence à divisão de Tenassarim, em Myanmar. A oeste do istmo fica o mar de Andamão e a leste o golfo da Tailândia.
A zona mais estreita entre o estuário do rio Kra e a baía de Sawi nas proximidades da cidade de Chumphon tem uma largura de 44 km, e uma altitude máxima de 75 m. O istmo deve o seu nome à cidade de Kra Buri, na província tailandesa de Ranong, que se situa na zona oeste da zona mais estreita.
A atividade humana no istmo de Kra pode ter influenciado na redução da reprodução do tigre-malaio.